# Économie d'Antigua-et-Barbuda

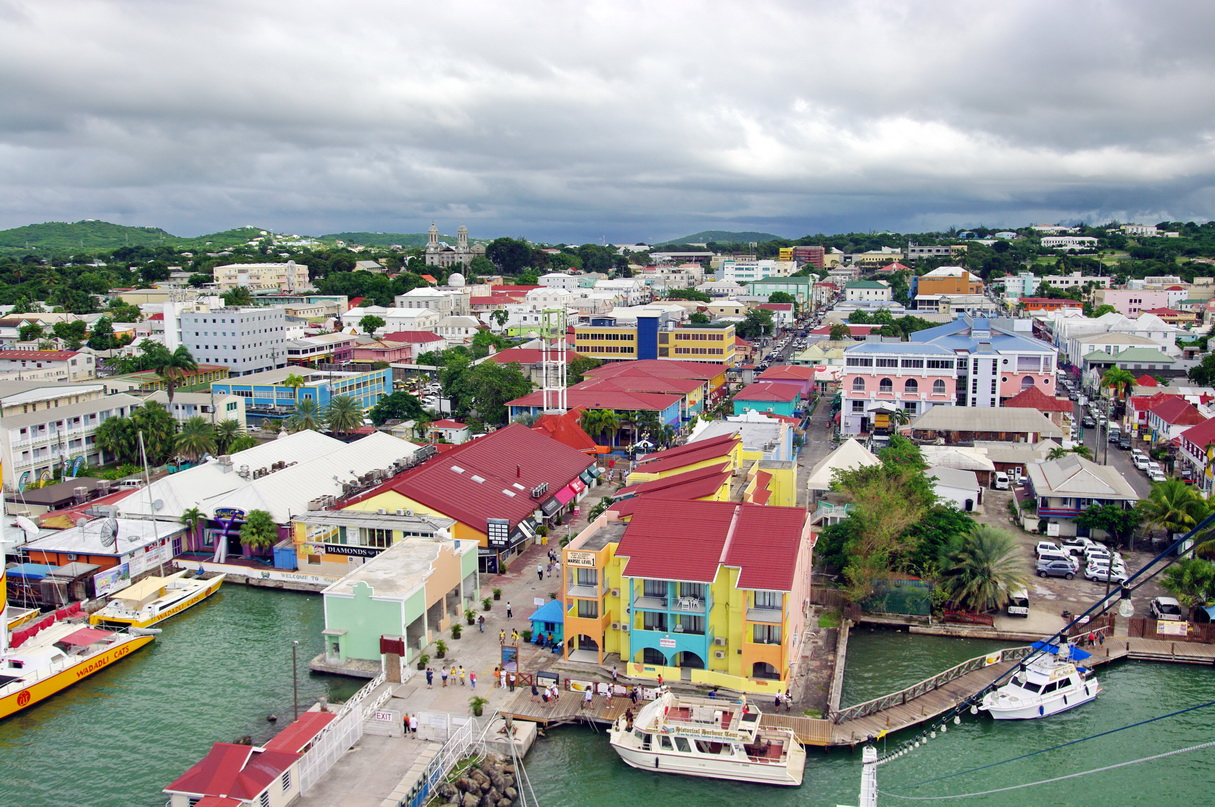
Hafen St. John's, Antigua.

L'économie d'Antigua-et-Barbuda est basée sur les services, avec le tourisme et le gouvernement représentant les principales sources d'emploi et de revenu pour le pays. Le tourisme compte directement ou indirectement pour plus de la moitié du PIB et est également le principal apporteur de revenu de devises à Antigua et Barbuda. Cependant, une série d'ouragans violents depuis 1995 a donné lieu à de graves dommages à l'infrastructure touristique et les périodes de fortes réductions du nombre de visiteurs. En 1999, le secteur financier “offshore” en herbe a été sérieusement blessé par des sanctions financières imposées par les États-Unis et le Royaume-Uni à cause du relâchement des contrôles de blanchiment d'argent par le gouvernement Antiguais-Barbudian. 
La production agricole de la double nation insulaire est orientée principalement vers le marché intérieur ; le secteur est limité par l'approvisionnement en eau et la petite main-d'œuvre qui reflètent l'aspect attirant des haut salaires dans le tourisme et dans la construction. L'industrie comprend un type assemblage à enclave pour l'exportation. Les principaux produits sont la literie, l'artisanat, et les composants électroniques. Les perspectives de croissance économique à moyen terme continueront à dépendre de la croissance des revenus dans le monde industrialisé, en particulier aux États-Unis, qui représente environ un tiers de l'ensemble des arrivées de touristes. La croissance économique globale estimée pour 2000 était de 2,5%. L'inflation a tendance à la baisse passant de plus de 2 pour cent en 1995 à 1999 et la période estimée à 0 pour cent en 2000.
Pour réduire sa vulnérabilité aux catastrophes naturelles, Antigua a diversifié son économie. Les transports, les communications et les services financiers sont de plus en plus importants.
Antigua est membre de l'Union Monétaire des Caraïbes Orientales (UMCO). La Banque centrale des Caraïbes orientales (BCCO) émet une monnaie commune (le dollar des Caraïbes orientales) pour tous les membres de la UMCO. La BCCO gère également la politique monétaire, réglemente et supervise les activités des banques commerciales dans ses pays membres.
L’Antigua-Barbuda est un bénéficiaire de l'initiative du Bassin des Caraïbes Américaines. Ses exportations aux États-Unis en 1998 ont été évalués à environ 3 millions de dollars et ses importations américaines ont eu un total d’environ 84 millions USD. L’île appartient également à la Communauté Caribéenne majoritairement anglophone (CARICOM).
Le taux de chômage était estimé à 11 % en 2001.
Le PIB nominal est estimé à 17 464 dollars en 2018.

## Histoire
Avant sa colonisation, plusieurs groupes amérindiens habitaient Antigua et Barbuda, et leur mode de vie reposait sur une économie de subsistance. Les colons britanniques ont établi des colonies dans les îles à partir de 1632. Après avoir repoussé les Caribes, les Néerlandais et les Français pour stabiliser leur colonies, les colons y ont cultivé du tabac, de l'indigo, du coton, et du gingembre comme cultures de rente. Comme dans beaucoup d'autres îles des Caraïbes, la culture du sucre est devenu l'entreprise la plus rentable, dépassant rapidement les autres cultures en importance économique. À cause des vastes étendues de terres nécessaires à la production de sucre à grande échelle, les forêts tropicales sur les Îles ont été décimées. Le bois provenant des forêts tropicales fut utilisé dans la construction navale et la réparation.
Avec le passage à une économie de plantation, des esclaves ont été importés d’Afrique. Même après l'abolition de l'esclavage en 1834, les anciens esclaves ont continué à travailler dans la servitude à cause des lois visant à continuer à fournir des plantations avec une main-d'œuvre peu chère. Quand l'industrie sucrière a commencé à décliner, l'économie de plantation prit fin.